# Neriene helsdingeni
Neriene helsdingeni là một loài nhện trong họ Linyphiidae.
Loài này thuộc chi Neriene. Neriene helsdingeni được George Hazelwood Locket miêu tả năm 1968.